# П'єтрамонтекорвіно
П'єтрамонтекорвіно (італ. Pietramontecorvino) — муніципалітет в Італії, у регіоні Апулія,  провінція Фоджа.
П'єтрамонтекорвіно розташовані на відстані близько 230 км на схід від Рима, 155 км на захід від Барі, 38 км на захід від Фоджі.
Населення — 2719 осіб (2014).
Щорічний фестиваль відбувається 16 травня. Покровитель — Sant'Alberto da Montecorvino.

## Демографія
Населення за роками:

Станом на 1 січня 2023 року в муніципалітеті офіційно проживали 62 іноземці з 14 країн, серед них 41 громадянин країн Євросоюзу та 1 громадянин України.

## Сусідні муніципалітети
- Казальнуово-Монтеротаро
- Казальвеккьо-ді-Пулья
- Кастельнуово-делла-Даунія
- Челенца-Вальфорторе
- Лучера
- Мотта-Монтекорвіно
- Вольтурино